# Clip 'n Climb
Clip ‘n Climb (en français « Clipsez et Grimpez ») est une entreprise fondée en 2005 à Christchurch (Nouvelle-Zélande), qui conçoit et fabrique des murs d’escalade ludiques dans plusieurs pays.
Clip ‘n Climb est issue de l’entreprise Sheer Adventure fondée en Nouvelle-Zélande en 2005 par John Targett et Tim Wethey.

## Historique
En 2005, l’entreprise développe des murs d’escalade ludiques appelés « Challenges » équipés de prises classiques, de prises creuses et tournantes, de barreaux et de cubes en relief ; ces murs utilisent l’auto-assurage Auto Belay System. 
Le premier centre est ouvert en 2006 au centre commercial The Roxx Climbing Centre à Christchurch, en Nouvelle-Zélande. La même année, les murs d’escalade « Challenges » sont standardisés et les produits s'exportent pour la 1re fois avec l’ouverture d’un centre au Canada.
En 2010, la société Entre-Prises, filiale du groupe Abéo et fournisseur international de murs d’escalade, négocie un premier contrat de distribution, ainsi qu’une licence de fabrication.[réf. nécessaire]
En 2011, un centre ouvre à Exeter, au Royaume-Uni. En 2012, la société reçoit une « mention honorable » à l'IAAPA Attractions Expo 2012 (« 2012 Brass Ring for Best New Product – Honorable mention, novembre 2012 »).
L’un des fondateurs, Tim Wethey, quitte la société-mère en 2015 et Sheer Adventure devient Clip ‘n Climb. La même année, Clip 'n Climb est rachetée à 50 % par la société Entre-Prises, filiale du groupe Abéo,.
Abéo intègre Clip ‘n Climb à 100 % en 2017. La même année, Clip 'n Climp développe un nouveau système d’assurage BelayMate, intuitif pour les grimpeurs inexpérimentés et aussi plus fiable selon Blooloop.
En 2017, Clip 'n Climb reçoit le prix Aston Shaw Accountants Best New Business Award pour Clip 'n Climb Cambridge